# شهرستان شیووو
شهرستان شیووو (به لاتین: Xiuwu County) یک شهرستان‌های جمهوری خلق چین در چین است که در ژیاوزو واقع شده‌است.